# Daniel Soreau
Pour les articles homonymes, voir Soreau.
Daniel Soreau (vers 1560-1619) est un peintre réformé wallon de l'époque baroque, spécialisé dans les natures mortes, et qui était établi dans la ville de Hanau.

## Biographie
Né à Tournai, ses parents avaient été contraints de se réfugier à Cologne pour échapper aux persécutions religieuses. Daniel Soreau reçoit, en 1586, le droit de citoyenneté de la ville de Francfort. Il hérite de son père Johann Soreau une société de commerce de la laine qui fait faillite. En 1597, Daniel Sourdeau est porte-parole des réfugiés wallons protestants qui ont immigré de Francfort, vers la nouvelle ville de Hanau. Il met ses connaissances, dans les domaines de l'architecture et de l'art, au service des projets de construction du fondateur de la ville, Philippe-Louis II de Hanau-Münzenberg, notamment pour l'Église wallonne-néerlandaise. L'atelier que Daniel Soreau constitue à Hanau devient un centre de ralliement autour duquel se sont regroupés de nombreux peintres wallons. Il eut pour élèves ses fils Isaak et Pieter, Sebastian Stoskopff et Pierre Binoit qui épousa sa nièce.